# اینابا ماساکاتسو
اینابا ماساکاتسو (به ژاپنی: 稲葉 正勝 Inaba Masakatsu)؛ ۱۵۹۷ – ۲۲ فوریه ۱۶۳۴) دایمیو، سامورایی در دوره ادو اهل ژاپن بود. او برادر تنی اینابا ماساتوشی (تولد ۱۶۰۳) و اینابا ماساسادا (تولد ۱۶۰۰) بود.
اینابا ماساکاتسو بزرگ‌ترین پسر کاسوگا نو تسوبونه، دایه شوگون توکوگاوا ایه‌میتسو و دومین پسر اینابا ماساناری بود. او با ایه‌میتسو به عنوان یکی از همبازی‌ها و محرمان دوران کودکی خود بزرگ شد. در سال ۱۶۲۴، او یک ملک ۵۰۰۰ ککو در ناحیه ماکابه، ولایت هیتاچی دریافت کرد، که با اضافه شدن به دارایی‌های موجود، او را از مرز ۱۰۰۰۰ککو عبور داد تا به دایمیو تبدیل شود.